# Liste der Monuments historiques in Viévy
Die Liste der Monuments historiques in Viévy führt die Monuments historiques in der französischen Gemeinde Viévy auf.

## Liste der Objekte
| Bezeichnung                                           | Beschreibung                                                                                      | Standort                                     | Kennzeichnung | Schutzstatus | Datum | Bild           |
| ----------------------------------------------------- | ------------------------------------------------------------------------------------------------- | -------------------------------------------- | ------------- | ------------ | ----- | -------------- |
| Skulptur Madonna mit Kind (1)                         | Kalkstein, 16. Jahrhundert                                                                        | Viévy, in der Kirche St-Christophe (Lage)    | PM21002507    | Classé       | 1931  |                |
| Grabstein für Guy de Saint-Aubin und Witwe Jeanne     | Kalkstein, bezeichnet 1334                                                                        | Viévy, in der Kirche St-Christophe (Lage)    | PM21002508    | Classé       | 1938  | weitere Bilder |
| Grabstein für Jacques d’Orge und Françoise de Siclier | Kalkstein, bezeichnet 1558 und 1577                                                               | Viévy, in der Kirche St-Christophe (Lage)    | PM21002509    | Classé       | 1938  | weitere Bilder |
| Skulptur Thronende Madonna mit Kind                   | Holz, farbig gefasst, zweite Hälfte des 12. Jahrhunderts; im Musée d’art sacré de Dijon deponiert | Viévy, in der Kirche St-Christophe (Lage)    | PM21002510    | Classé       | 1959  | weitere Bilder |
| Skulptur Heilige Martha                               | Holz, zweite Hälfte des 15. Jahrhunderts; im Musée d’art sacré de Dijon deponiert                 | Viévy, in der Kirche St-Christophe (Lage)    | PM21002511    | Classé       | 1959  |                |
| Gemälde Anbetung der Könige                           | Ölfarbe auf Leinwand, 17. Jahrhundert                                                             | Viévy, in der Kirche St-Christophe (Lage)    | PM21002512    | Classé       | 1967  |                |
| Gemälde Kreuzigungsgruppe                             | Ölfarbe auf Leinwand, zweite Hälfte des 16. Jahrhunderts                                          | Viévy, in der Kirche St-Christophe (Lage)    | PM21002513    | Classé       | 1981  |                |
| Skulptur Madonna mit Kind                             | Holz, farbig gefasst, zweite Hälfte des 14. Jahrhunderts; im Musée d’art sacré de Dijon deponiert | Dracy-Chalas, in der Kapelle St-Amand (Lage) | PM21002514    | Classé       | 1974  | weitere Bilder |
| Skulptur Heiliger Sebastian                           | Holz oder Stein, farbig gefasst, Anfang des 16. Jahrhunderts                                      | Viévy, in der Kirche St-Christophe (Lage)    | PM21003384    | Inscrit      | 1972  |                |
| Kreuzweg aus 14 Gemälden                              | Ölfarbe auf Leinwand, bezeichnet 1880                                                             | Viévy, in der Kirche St-Christophe (Lage)    | PM21003715    | Inscrit      | 1981  |                |